# Boeckella shieli
Boeckella shieli е вид челюстнокрако от семейство Centropagidae. Видът е уязвим и сериозно застрашен от изчезване.

## Разпространение
Разпространен е в Австралия.